# F1 Manager 2022

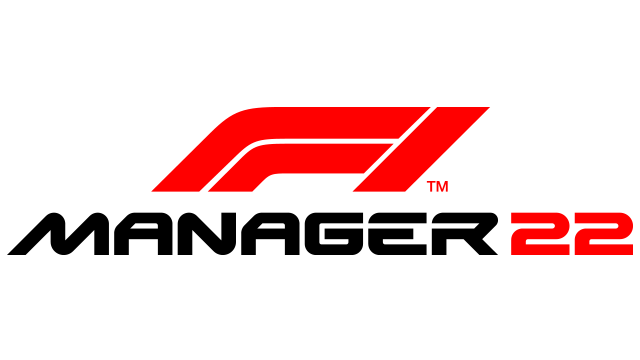
Logomarca

F1 Manager 2022 é um jogo de gerenciamento de corridas desenvolvido e publicado pela Frontier Developments. É a primeira edição da série F1 Manager, e possui uma licença oficial do FIA Campeonato Mundial de Fórmula 1, Campeonato de Fórmula 2 da FIA e Campeonato de Fórmula 3 da FIA de 2022 a 2025.O jogo está programado para ser lançado para Microsoft Windows, PlayStation 4, PlayStation 5, Xbox One e Xbox Series X/S  em 2022.

## Jogabilidade
Como um jogo de gerenciamento de corridas, F1 Manager 2022 oferecerá uma camada de carreira mais detalhada em comparação com o modo My Team que a Codemasters introduziu em F1 2020.

## Desenvolvimento e lançamento
F1 Manager 2022 foi anunciado oficialmente em março de 2022.É o primeiro videogame da série F1 Manager, que detém a licença oficial do FIA Campeonato Mundial de Fórmula 1, Campeonato de Fórmula 2 da FIA e Campeonato de Fórmula 3 da FIA de 2022 a 2025.É também o primeiro jogo de gerenciamento licenciado da Fórmula 1 desde o F1 Manager da EA Sports em 2000.O jogo é desenvolvido e publicado pela Frontier Developments, que é conhecida por títulos como Elite Dangerous, Planet Coaster, Planet Zoo e Jurassic World Evolution.O jogo está programado para lançamento em Microsoft Windows, PlayStation 4, PlayStation 5, Xbox One e Xbox Series X/S em 2022.